# Kinston (Alabama)
Kinston és una població del Comtat de Coffee a l'estat d'Alabama (Estats Units d'Amèrica).

## Demografia
Segons el cens del 2000 Kinston tenia 602 habitants, 257 habitatges, i 168 famílies. La densitat de població era de 47,6 habitants/km².
Dels 257 habitatges en un 30% hi vivien nens de menys de 18 anys, en un 49,8% hi vivien parelles casades, en un 12,5% dones solteres, i en un 34,6% no eren unitats familiars. En el 33,1% dels habitatges hi vivien persones soles el 19,8% de les quals corresponia a persones de 65 anys o més que vivien soles. El nombre mitjà de persones vivint en cada habitatge era de 2,34 i el nombre mitjà de persones que vivien en cada família era de 2,99.
Per edats la població es repartia de la següent manera: un 24,8% tenia menys de 18 anys, un 7,6% entre 18 i 24, un 26,6% entre 25 i 44, un 23,4% de 45 a 60 i un 17,6% 65 anys o més.
L'edat mediana era de 39 anys. Per cada 100 dones hi havia 87 homes. Per cada 100 dones de 18 o més anys hi havia 79,8 homes.
La renda mediana per habitatge era de 30.875 $ i la renda mediana per família de 36.250 $. Els homes tenien una renda mediana de 24.750 $ mentre que les dones 16.838 $. La renda per capita de la població era de 14.738 $. Aproximadament el 10,1% de les famílies i el 17,6% de la població estaven per davall del llindar de pobresa.

## Poblacions més properes
El següent diagrama mostra les poblacions més properes.